# Cox (moteurs)
Pour les articles homonymes, voir Cox.

Les moteurs Cox sont des moteurs à combustion interne utilisés dans le modélisme. La société L. M. Cox Manufacturing Co., Inc. est fondée en 1945 pour être revendue en 1996 à Estes qui cessera définitivement la production en 2009. Lorsqu'ils ont cessé de produire leurs moteurs, le stock de pièces restant a été revendu à un acheteur privé Canadien, et recommence à produire des pièces, Cox International.

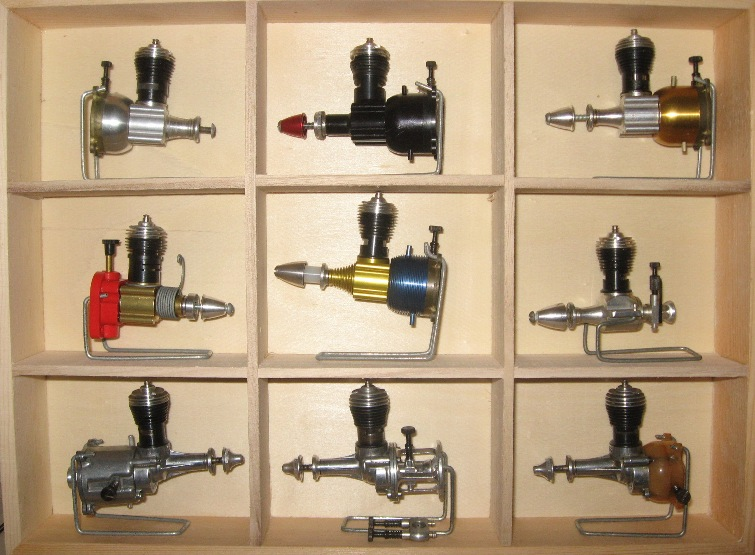
Collection de moteurs Cox

Pendant plus d'un demi-siècle, ils ont propulsé bateaux et voitures, mais le domaine dans lequel ils ont été le plus utilisé est celui de l'aéromodélisme, surtout dans le vol libre et le vol circulaire.
Des millions de ces moteurs ont été produits et vendus dans le monde entier, et ils sont devenus et restent les moteurs .049 (0,8 cm³) de classe 1/2A les plus utilisés dans le monde. Même si la production de moteurs a cessé depuis peu, ils continuent à être vendus en abondance, parfois encore à l'état neuf[réf. nécessaire].

## Les moteurs
La plupart des moteurs Cox les plus construits dans cette entreprise sont des moteurs de 0,049 pouces cubes, soit 0,8 cm3. Ce sont des moteurs 2 temps, utilisant une bougie à filament afin d'allumer le mélange air/carburant dans le cylindre (pour plus d'informations, consulter la page du Cycle à deux temps). L'admission du carburant est contrôlée par un pointeau, et est envoyé dans le cylindre via une valve anti-retour (appelée également hanche) ou une valve rotative.
Le carburant utilisé est un mélange plus détonant que de l'essence classique, et est généralement constitué de méthanol (60 à 70 %), d'huile de ricin (20 %), et de nitrométhane (10 à 40 %). 

### Les premiers moteurs Cox
- 045 O-Forty-Five (1949):

Même s'il n'était pas complètement produit par Leroy Cox, c'est lui qui a fourni la plupart des pièces et qui l'a conçu. Il a servi comme « Pack » que l'on ajoutait à des voitures pour les propulser. C'était une grande avancée pour son temps, car ce moteur incluait des réducteurs, un réservoir, un volant d'inertie et un silencieux, le tout dans un pack tout-en-un.  
- 1952 Space Bug:

Le Space Bug était le tout premier moteur entièrement construit par Cox. Il a été conçu pour le vol circulaire et était vendu pour 6,95 $, et incluait un réservoir en métal à l'arrière, fonctionnant sur le principe du clapet anti-retour.

### Les "Bees"
- 1956 Babe Bee 049 (0,8 cm3):Moteur Cox Babe Bee .049

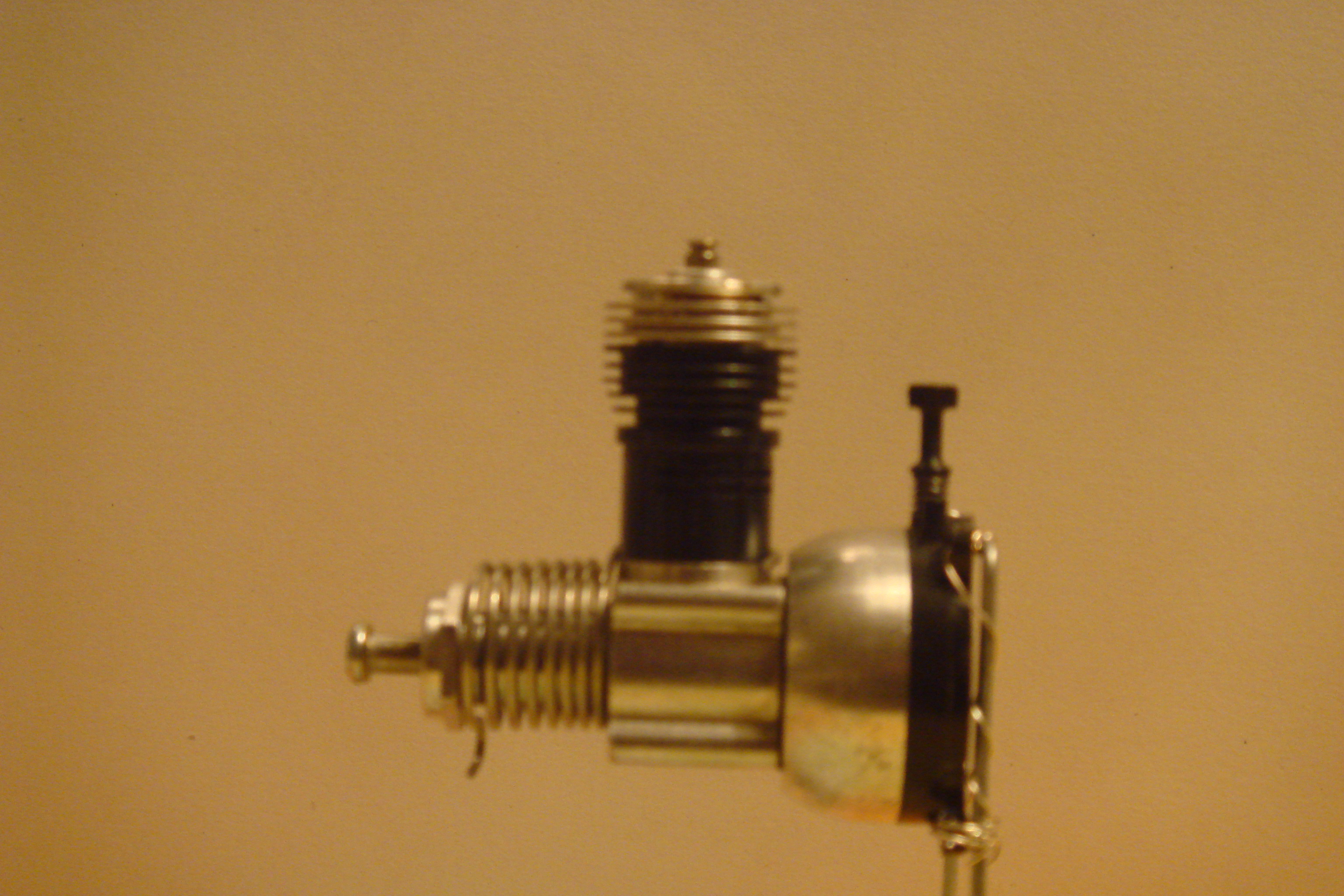
Moteur Cox Babe Bee .049

Le Babe Bee est le premier moteur Cox à avoir un carter formé par extrusion (procédé moins coûteux que l'ancienne technique de fabrication de carter, qui utilisait un carter en fonte d'aluminium). Il inclut un réservoir de 5 cm3et a été vendu avec des milliers de kit RTF dans le monde, et reste le moteur le plus connu de Cox.
- 1957 Pee Wee .020 (0,33 cm3):Moteur Cox Pee Wee .020

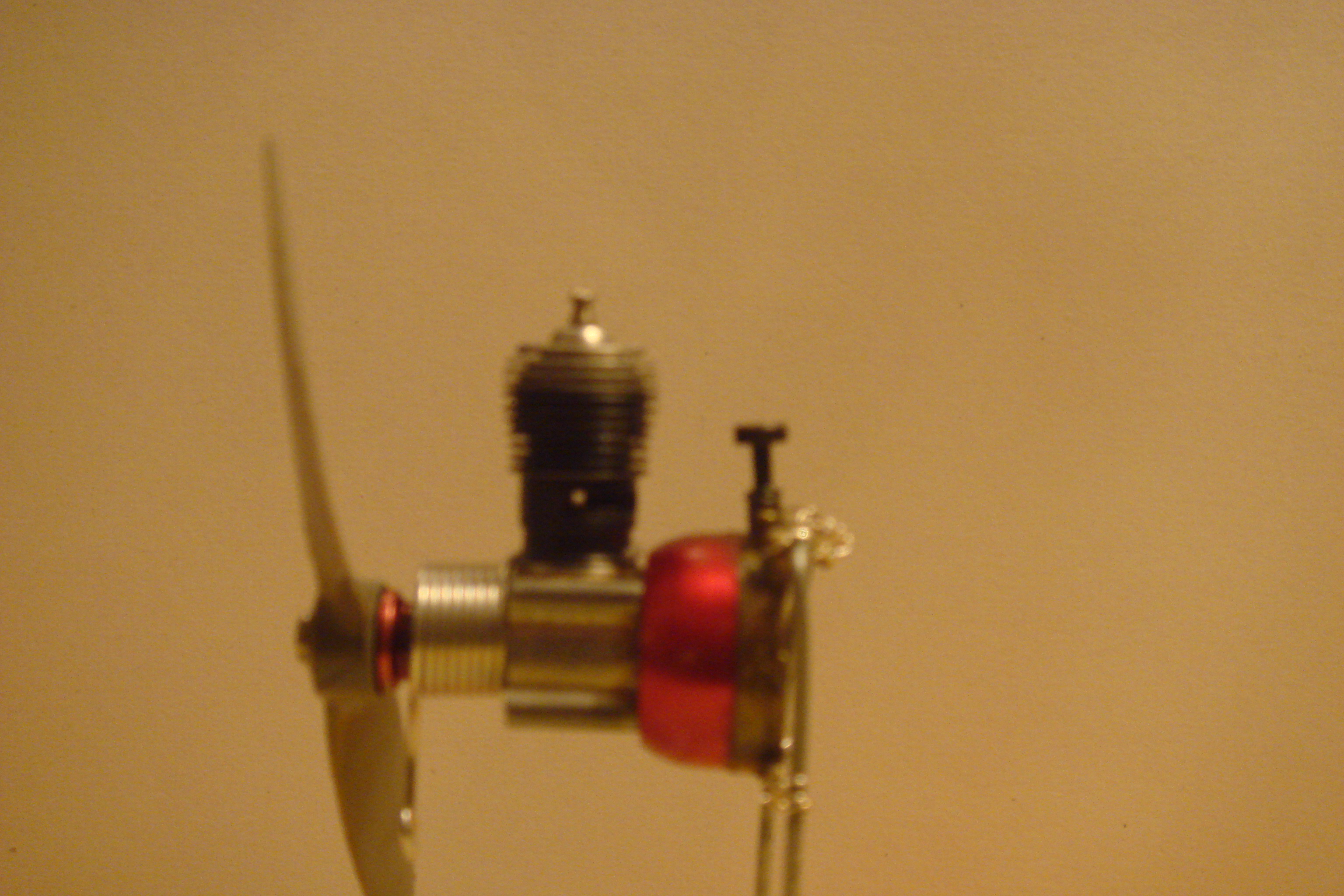
Moteur Cox Pee Wee .020

Avec l'énorme succès du Babe Bee, Leroy Cox décide de lancer la construction d'un moteur deux fois plus petit que le Babe Bee: le Pee Wee .020. Il garde exactement la même construction que son grand frère, et utilise toujours le principe du clapet anti-retour.
- 1958 Golden Bee:

Le Golden Bee est en fait un Babe Bee dont le réservoir a été agrandi (capacité de 8 cm3), et est coloré en doré. Les durites dans le réservoir ont été réarrangées pour les avions d'acrobaties afin d'être alimentés en carburant quelle que soit l'orientation. Les versions suivantes ont eu les canaux de transfert modifiés afin d'avoir une plus grande puissance.
- 1996 Venom:

Le Venom est un moteur conçu pour de hautes performances, utilisant un vilebrequin équilibré et allégé. Le piston était conçu comme le Tee Dee (cylindre légèrement conique). Le problème était que le moteur produit à la chaîne était différent du prototype, et le piston a été trop allégé, ce qui pouvait causer, à haute vitesse, le détachement du dessus du piston. Seuls 1000 de ces moteurs ont été fabriqués, les rendant assez rares (prix allant à plus de 300 dollars à l'état neuf).

### Les Tee Dees
- 1961 Tee Dee 049:Un Cox Tee Dee .049 et .051 côte à côte

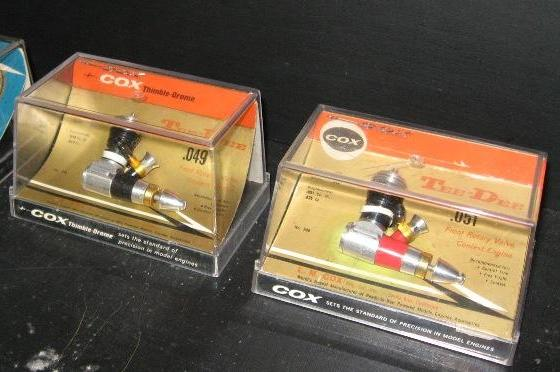
Un Cox Tee Dee .049 et .051 côte à côte

Ce moteur est probablement le moteur Cox le mieux pensé. Ce moteur était "LE" moteur pour les compétitions durant de longues années.
Il a été mis au point par Bill Atwood, engagé spécifiquement pour mettre au point la gamme des Tee Dee. Il a un cylindre modifié (forme légèrement conique, afin d'assurer une meilleure étanchéité), deux canaux de transferts supplémentaires de chaque côté. Le vilebrequin est équilibré avec précision, afin d'assurer de meilleures performances.
- 1961 Tee Dee 051:

Le Tee Dee .051 est juste une version adaptée du .049 pour pouvoir être utilisé dans la classe "A". Il est physiquement le même que le .049, seul l'alésage est différent.
- 1994 Tee Dee .051 RC:Un Cox Tee Dee .051 RC

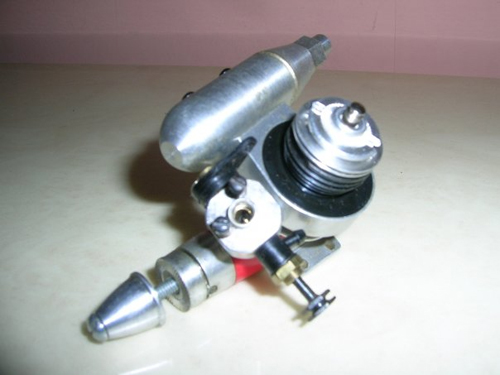
Un Cox Tee Dee .051 RC

Cette version du Tee Dee a été spécialement conçue pour le vol RC, il incluait donc un carburateur RC et un silencieux. À cause du silencieux, le Tee Dee .051 RC n'incluait pas de sous-induction. Seul 2000 moteurs ont été produits, ce qui le rend le deuxième moteur le plus recherché, après le Venom.
Les Tee Dees seront déclinés en plusieurs autres cylindrées, de 0,010 jusqu'à 0,15 pouces cubes.

## La mécanique des moteurs Cox

### Les Cylindres et pistons
Il y avait un grand types de cylindres différents, avec 3 épaisseurs de parois différentes. Ils étaient tous interchangeables, ce qui posait problème lors de l'achat de moteurs d'occasion. Les premiers moteurs avaient une paroi relativement peu épaisse, ce qui s'est avéré un inconvénient, car ceux-ci se pliaient assez facilement lors d'un crash ou lorsqu'il était démonté. Les générations suivantes ont été élargies uniquement au niveau de l'échappement, et enfin les dernières générations ont été élargies sur toute la longueur, permettant l'installation d'un anneau de contrôle des gaz.

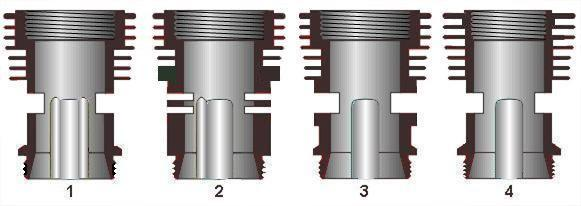
Vue en coupe de quelques cylindres de Cox

Cette image ci-dessus permet de vois les différentes sections des cylindres, et les ports de transfert.
Le n°1 est un cylindre de Tee Dee avec deux ports supplémentaires de chaque côté du premier canal de transfert.
Le n°2 est un cylindre avec un échappement à rainures, diminuant ainsi le risque de brûlures, et avec une paroi plus épaisse.
Le n°3 est un cylindre de Black Widow, avec les parois du cylindres élargies qu'aux orifices d'échappement.
Le n°4 est un cylindre d'avant 1955 avec une paroi fine, utilisé dans le Space Bug, le Space Bug Jr, le Thermal Hopper et le Strato Bug. Notez le diamètre du filetage de la bougie qui est plus petit que les modèles plus récents.

### Les bougies
Cinq types de bougies ont été produites pour les moteurs Cox .049. Ces bougies servaient aussi de culasse, elles recouvraient tout le dessus du cylindre. De ce fait, quand la bougie était usée, il fallait remplacer toute la culasse.

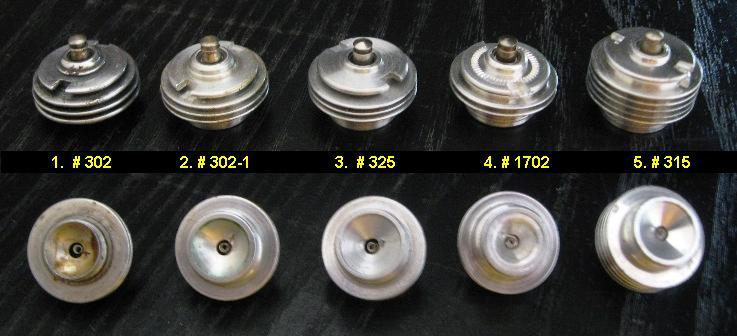
Les différents modèles de bougies de Cox

N°1 : Bougie standard, avant 1955. Basse compression, avec une forme hémisphérique, plus petit filetage que les moteurs suivants. Cette bougie n'a été qu'utilisée sur les Space Bug, Thermal Hopper, Space Bug Jnr et les Strato Bug.
N°2 : Bougie standard, après 1955. Basse compression, avec également une forme hémisphérique, avec un plus grand filetage. Elle a été utilisée sur tous les moteurs jusqu'à son remplacement en 1980 par le modèle n°325.
N°3 : Bougie standard. Basse compression, forme hémisphérique. Utilisée sur tous les moteurs sauf les Tee Dee, Killer Bee, Venom, QZ et Texaco. Cette bougie a remplacé le modèle n°302-1 en 1980.
N°4 : Bougie à haute compression, en forme de trompette, avec 2 ailettes de refroidissement. Utilisée uniquement sur les Tee Dee, les Killer Bee, les QZ et les Venom.
N°5 : Bougie Texaco. Basse compression, forme hémisphérique. Uniquement pour les Cox Texaco, elle permettait un meilleur refroidissement avec ses 5 ailettes, ce qui permettait à ce moteur d'avoir une meilleure puissance.

Cependant, ces bougies était souvent considérées comme trop chères, et certains se procuraient alors des bougies non officielles, fabriquées par d'autres constructeurs. D'autres encore modifiaient carrément leur bougie afin d'y mettre un filetage et d'y visser une bougie standard.

## Les produits non officiels

### Les kits de conversion Davis Diesel
Ces kits permettent de convertir ces moteurs en Diesel, afin de ne plus être dépendant des bougies considérées comme trop chères.
Il s'agit d'une culasse qui se visse à la place de la bougie, et dont le taux de compression peut être réglé via une vis .
Étant donné que les diesel ont une plus forte compression que les "glow", il est souvent nécessaire de changer le vilebrequin pour une version renforcée.
Les têtes de conversion Davis peuvent être utilisées sur le Pee Wee .020, les Tee Dee et Medallion .049/.051, et tous les moteurs à clapet anti-retour .049

### Les carburateurs Tarno
Ces carburateurs, mis au point au Québec, étaient équipés de réglages RC. Commercialisés en 1978, ils se déclinaient en version pour Tee Dee et pour les autres à clapet anti-retour. Malheureusement, ils n'ont presque rencontré aucun succès et ont vite disparu, à cause de leur fiabilité douteuse.

## Les avions RTF de Cox
Ce tableau reprend les principaux avions vendus par L. M. Cox manufacturing. Il est encore en anglais, mais en cours de traduction
| Année | Modèle                     | Cat. #          | Moteur                     | Notes                                                    |
| ----- | -------------------------- | --------------- | -------------------------- | -------------------------------------------------------- |
| 1953  | TD1                        | 400             | Space Bug .049             | Premier RTF de Cox                                       |
| 1954  | TD3                        | 600             | Space Bug Jnr .049         |                                                          |
| 1956  | TD4 Trainer                | 5100            | Babe Bee .049              |                                                          |
| 1957  | Super Cub 105              | 5200            | Babe Bee .049              | Remplacé par le Super Cub 150                            |
| 1958  | Lil Stinker                | 5300            | Pee Wee .020               | Premier avion propulsé par un moteur 020                 |
| 1958  | Super Sabre                | 5400            | Pee Wee 0.020              |                                                          |
| 1959  | P40 Warhawk                | 5500            | 350-1 Super Bee .049       | Babe bee avec double canal de transfert                  |
| 1960  | Commanche                  | 5600            | 0.15 Sportsman             | Moteur de 2,5 cm3                                        |
| 1960  | PT-19 Trainer              | 5700            | Babe Bee .049              | D'autres versions sont sorties: 5710, 5761, 5900 et 6300 |
| 1960  | Curtiss Pusher (Kit)       | 5800            | 350-2 Babe Bee .049        | Premier kit RTF                                          |
| 1961  | Avion Shinn 2150-A         | 6200            | 190 Moteur de production   |                                                          |
| 1962  | Ju87D Stuka                | 6400            | 190-1 Moteur de production |                                                          |
| 1962  | P51B Bendix Trophy Racer   | 6600            | 190-2 Moteur de production |                                                          |
| 1962  | Super Cub 150              | 5200            | 190-4 Moteur de production | Mise à jour du Super Cub 105                             |
| 1963  | Curtiss SB2C Helldiver     | 7000            | 190-3 Moteur de production |                                                          |
| 1963  | L-4 Grasshopper            | 7200            | 190-4 Moteur de production |                                                          |
| 1963  | Spook                      | 7420            | 290 Spook Engine           | Aile volante (en kit)                                    |
| 1963  | Avion P51B Mustang         | 7600            | 190-2 Moteur de production |                                                          |
| 1964  | P40 Kittyhawk              | 8400            | Super Bee .049             | Version RAF du P40 Warhawk                               |
| 1964  | Spitfire                   | 7800            | 350-6 Silver Bee .049      | Première version du Spitfire remplacée en 1966           |
| 1965  | Curtiss A-25 Bomber        | 7100            | 190-3 Moteur de production |                                                          |
| 1966  | RAF Spitfire               | 7800            | Silver Bee .049            | 2e version avec les couleurs de la RAF                   |
| 1966  | T-28                       | 7900            | 290 Moteur de production   |                                                          |
| 1966  | QZ PT-19 Trainer           | 5900            | QZ .049                    | PT-19 avec un moteur QZ                                  |
| 1967  | AD-6 Skyraider             | 9700            | 190-6 Moteur de production |                                                          |
| 1968  | F2G-1 Corsair              | 7500            | 290 Moteur de production   | #7562 with flying accessories                            |
| 1968  | Pitts Special              | 8200            | Pee Wee 020                | Variation of the lil Stinker                             |
| 1969  | Thompson Trophy Corsair 27 | 2900            | 290 Moteur de production   |                                                          |
| 1969  | Red Baron                  | 5300            | Pee Wee 020                | Also released as "Red Knight"                            |
| 1969  | Mini Stunt Biplane         | 7300            | Pee Wee 020                | Another version of the lil Stinker                       |
| 1969  | Ryan ST-3 Super Sport      | 6200 (&6200-80) | Pee Wee 020                | also available in trottled version 6200-80               |
| 1969  | Ryan PT Army Trainer       | 6300 (&6300-80) | Pee Wee 020                | same as 6200 & 6200-80 but in Army colors                |
| 1970  | Corsair II                 | 3900            | 290 Moteur de production   | Chrome plated - left hand prop.                          |
| 1971  | Acro Cub                   | 4600            | 190-4 Moteur de production | variant of the Super Cub                                 |
| 1971  | Rivets                     | 6800            | 350-9 Moteur de production | popular design sought by collectors                      |
| 1971  | P51D Miss America Mustang  | 6900            | 190-7 Moteur de production | Stars and stripes color scheme                           |
| 1971  | P51D Mustang               | 7600            | 190-6 Moteur de production | bubble canopy                                            |
| 1972  | Sopwith Camel              | 8000            | 191-0 Moteur de production |                                                          |
| 1972  | Fokker DVII                | 8100            | 191-2 Moteur de production |                                                          |
| 1972  | Fokker DR1 Triplane        | 8300            | 191-0 Moteur de production |                                                          |
| 1973  | Super Sport Trainer        | 8600            | 191-3 Moteur de production | Pink aerobatics trainer                                  |
| 1973  | Bushmaster                 | 8700            | 190-4 Moteur de production | convertible with floats and skis                         |
| 1974  | Super Stunter              | 5400            | 191-7 Moteur de production | First design with foam wings                             |
| 1975  | Cessna 150                 | 4000            | 191-8 Moteur de production | Sure Flyer with autopilot                                |
| 1975  | Piper Comanche             | 4100            | 191-8 Moteur de production | Sure Flyer with autopilot                                |
| 1976  | Skymaster                  | 4200            | 191-8 Moteur de production | Sure Flyer with autopilot                                |
| 1976  | P-39 Airacobra             | 4300            | 191-8 Moteur de production | Sure Flyer with autopilot                                |
| 1976  | Sky-Copter                 | 7100            | Pee Wee 020                | First helicopter (free flight)                           |
| 1976  | Crusader Stunt Trainer     | 9000            | 191-9 Moteur de production | Foam wing stunter                                        |

## Source
- (en) Cet article est partiellement ou en totalité issu de l’article de Wikipédia en anglais intitulé « Cox_model_engine » (voir la liste des auteurs).